# Ngadirenggo (Pogalan)
Ngadirenggo is een bestuurslaag in het regentschap Trenggalek van de provincie Oost-Java, Indonesië. Ngadirenggo telt 6635 inwoners (volkstelling 2010).